# Katzelmacher

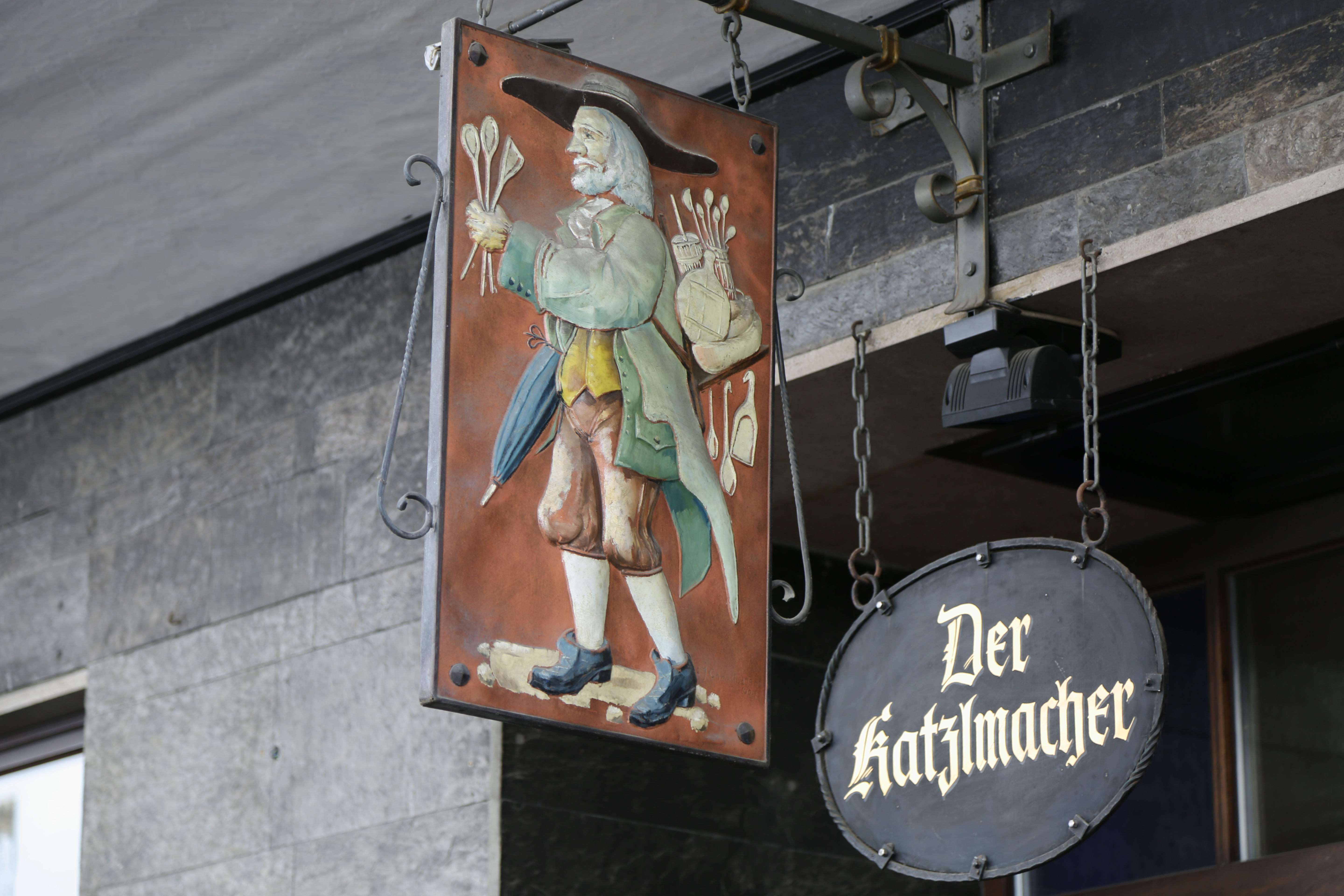
Wirtshausschild in München. Die Tafel zeigt einen wandernden Holzlöffelverkäufer.

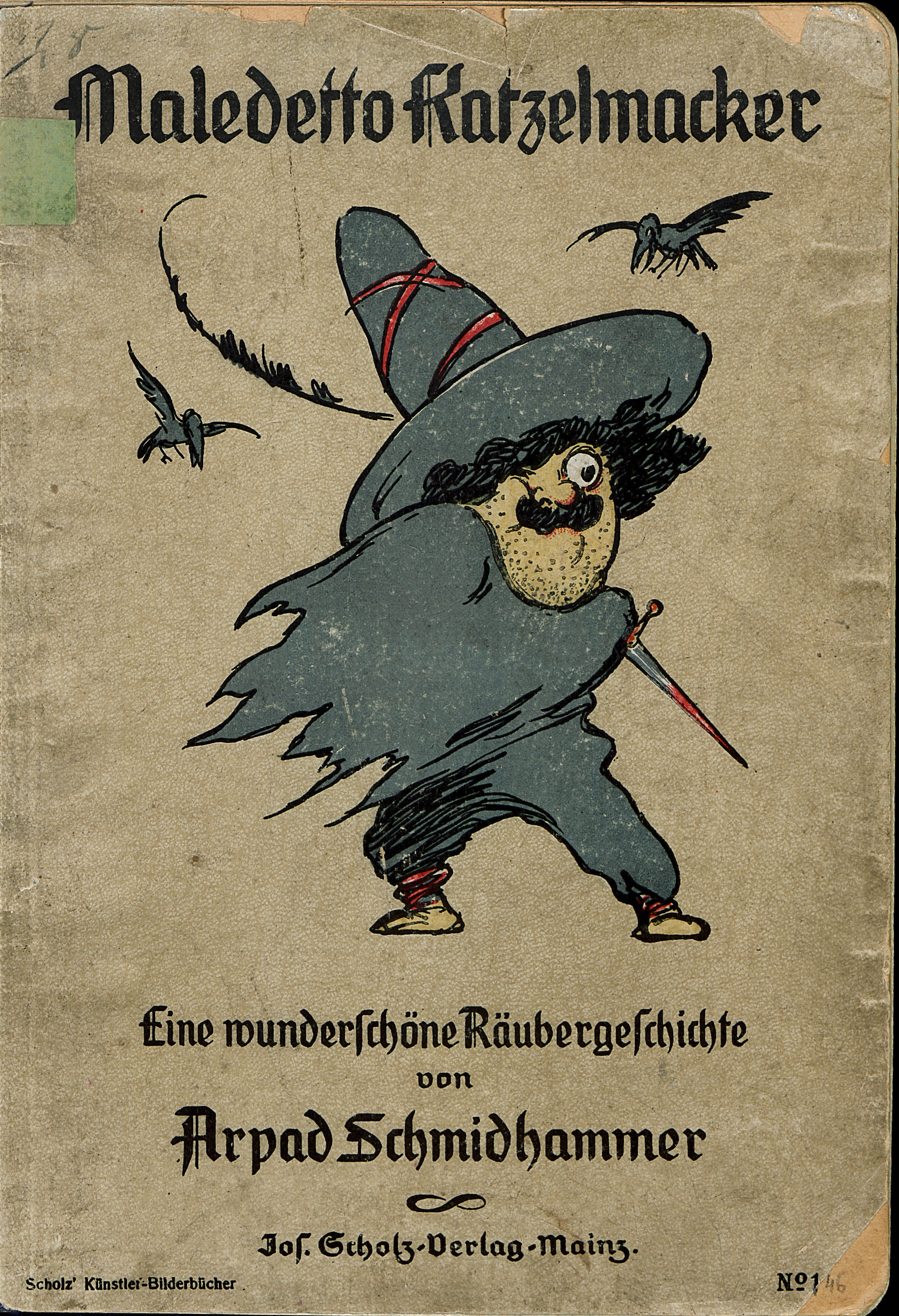
Maledetto Katzelmacker anti-italienische Propagandaschrift aus dem Ersten Weltkrieg von Arpad Schmidhammer.

Katzelmacher (auch: Katzlmacher) ist eine inzwischen selten verwendete abschätzige Bezeichnung für Gastarbeiter (insbesondere italienischer Herkunft).

## Wortherkunft
Das Wort Katzelmacher leitet sich wohl aus dem lateinischen catinus, Althochdeutsch chez(z)il ab (Mittelhochdeutschen kezzel, daraus heute: Kessel) und bedeutet ursprünglich „Kesselmacher“. Daneben steht auch spätlateinisch cattia, aus dem sich das Wort Gatzel entwickelte, ein hölzerner Schöpflöffel. So wurde der Ausdruck ciaz, ciaza wohl auf jene fahrenden ladinischen Holzschnitzer aus Gröden (heute berühmte Madonnenschnitzer) übertragen, die derlei hölzerne Küchengeräte zum Kauf anboten.
Es ist z. B. im Pinzgau überliefert, dass bis in die ersten Jahrzehnte des 19. Jahrhunderts hinein jährlich im Frühsommer „Gatzlmacher“ aus Italien über den Felbertauern kamen, um die „Gatzl“ genannten Holzlöffel und -schöpflöffel und andere kleine Dinge aus Holz feilzubieten, die den Winter über in ihren heimischen Bergdörfern produziert worden waren. Der nächste Schritt mag die Übertragung von den Ladinisch Sprechenden auf Italienisch Sprechende gewesen sein, das Wort findet sich piemontes.-venezianisch als cazza, für piemontesisches Zinngeschirr, das durch Wanderhändler über die Alpen kam, und kann wohl mit den wandernden Kesselflickern in Verbindung gebracht werden.
Das Wort ist schon seit 1741 in Wien verbreitet, seine negative Konnotation als Ethnophaulismus für Italiener gewann es wohl erst im Ersten Weltkrieg (vergleiche Welsche). Später ging es allgemein auf „Südländer“ über. Insbesondere Gastarbeiter des europäischen Mediterraneums (Italiener, Griechen, Spanier) wurden in Österreich und Deutschland mit diesem Wort belegt.

## Volksetymologie
Andere volksetymologische Ableitungen sind:
- Ein Zusammenhang mit dem Katzenkopfpflaster wird vermutet, das vor allem von italienischen Pflasterern verlegt wurde.
- Da darüber hinaus mit Katzel auch kleine Kätzchen gemeint sind (in diesem Sinne ist dann der Kater der Katzelmacher) und Cazzo im Vulgär-Italienisch für Penis steht, wurde das Wort alsbald auch zum abschätzigen Gemeinplatz für Fremde, die „wie ein streunender Straßenkater“ umherziehen, heimische Frauen verführen, ihnen Kinder zeugen und dann verschwinden.
- Daneben steht Lautähnlichkeit mit cascia „Maisbrei“ und cacio „Käse“, in Bezug auf allfällig typische Speisen.
- Im Rotwelschen bedeutet katzeln „lügen, lügnerisch schmeicheln“. In diesem Sinne wäre es von der Katze abgeleitet, wenn man deren Schmeicheln als falsch ansieht. Der Katzelmacher wäre als Lügenmacher also ein unehrlicher Mensch (Schwindler, Schuft).
- Aus ital. gazzara „Lärm“ käme eine Bedeutung „lautes Volk“.
- Auch Ketzer wurde mit dem Wort in Verbindung gebracht.
- Es wird italienischen Soldaten nachgesagt, während des Ersten Weltkrieges Katzenfleisch verzehrt zu haben, daher das Schimpfwort „Katzelmacher“ für Italiener (vgl. Engelmacher).
- In Kriegs- bzw. Notzeiten noch verständlich, wurde später aus Gewinnsucht in Wirtshäusern und Restaurants Gästen, die einen Hasenbraten bestellten, Katzen vorgesetzt. Die Gäste merkten meist nichts, weil nach Entfernen von Kopf und Pfoten der Körper eines Hasen nur noch für Kenner von dem einer Katze zu unterscheiden ist. „Katzelmacher“ sind somit auch jene, die in betrügerischer Absicht anstatt eines Hasenbratens einem Gast eine geschmorte Katze andrehen. (vgl. dazu Dachhase)
- Nach der Hochzeit des bayerischen Kurfürsten Ferdinand Maria mit Henriette Adelheid von Savoyen seien auffallend viele italienische und italoschweizer Künstler in der Residenzstadt beschäftigt gewesen, die ihre Werke dann mit dem Wappen des Auftraggebers geschmückt hätten (hier steht das „Katzel“ also wieder als „kleine Katze“, diesmal für den pfalz-bayerischen Löwen).

## Rezeption in den Künsten
Rainer Werner Fassbinders Drama Katzelmacher (1968) und sein Film Katzelmacher (1969) nehmen auf den Begriff Bezug.